# Kerrang! Awards 2012
Die 19. Kerrang! Awards wurden am 7. Juni 2012 im The Brewery im Londoner Stadtteil East London vergeben. Die Moderation übernahmen erneut Corey Taylor (Slipknot, Stone Sour) und Scott Ian (Anthrax).
Für diese Verleihung wurden neue Kategorien eingeführt. Diese sind: Bester Film, Bester Comedian, Bestes Videospiel sowie Held bzw. Nervensäge des Jahres. Bereits am 2. Juni, fünf Tage vor der Preisvergabe, wurden die Nominierungen bekanntgegeben. In den Hauptkategorien waren You Me at Six mit fünf Nominierungen am häufigsten vertreten, gefolgt von Black Veil Brides und Falling in Reverse mit je drei Nominierungen.

## Preisträger und Nominierte

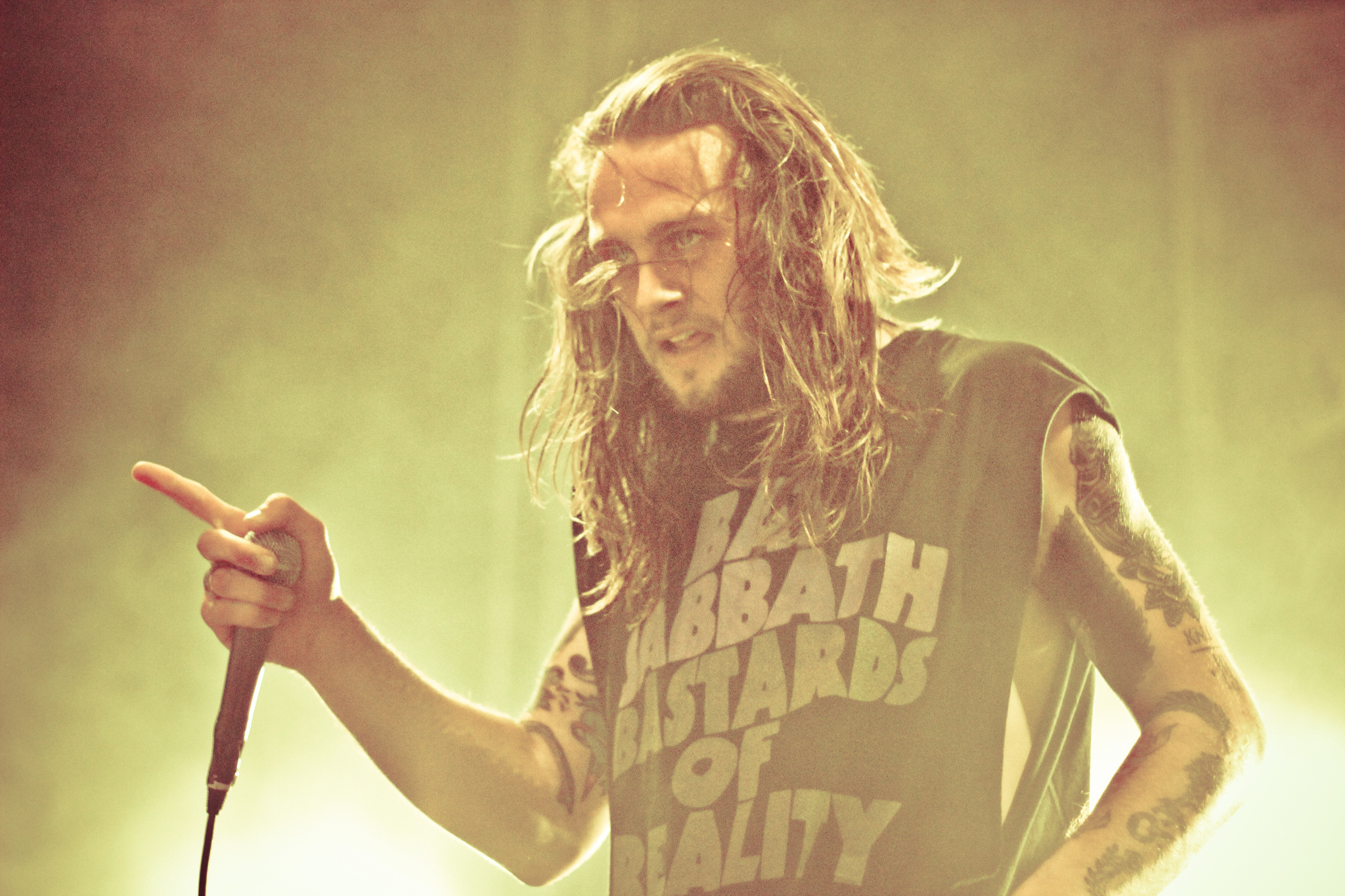
While She Sleeps (Im Bild: Sänger Lawrence Taylor) gewannen in der Kategorie Bester britischer Newcomer

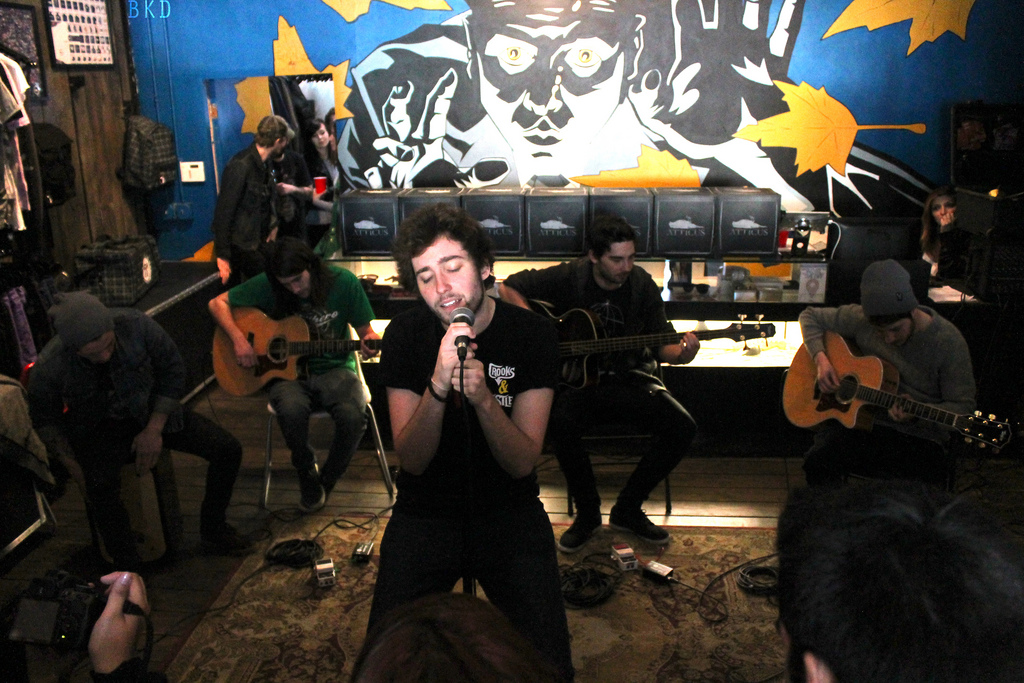
Der Sieger in der Kategorie Beste britische Band, You Me at Six

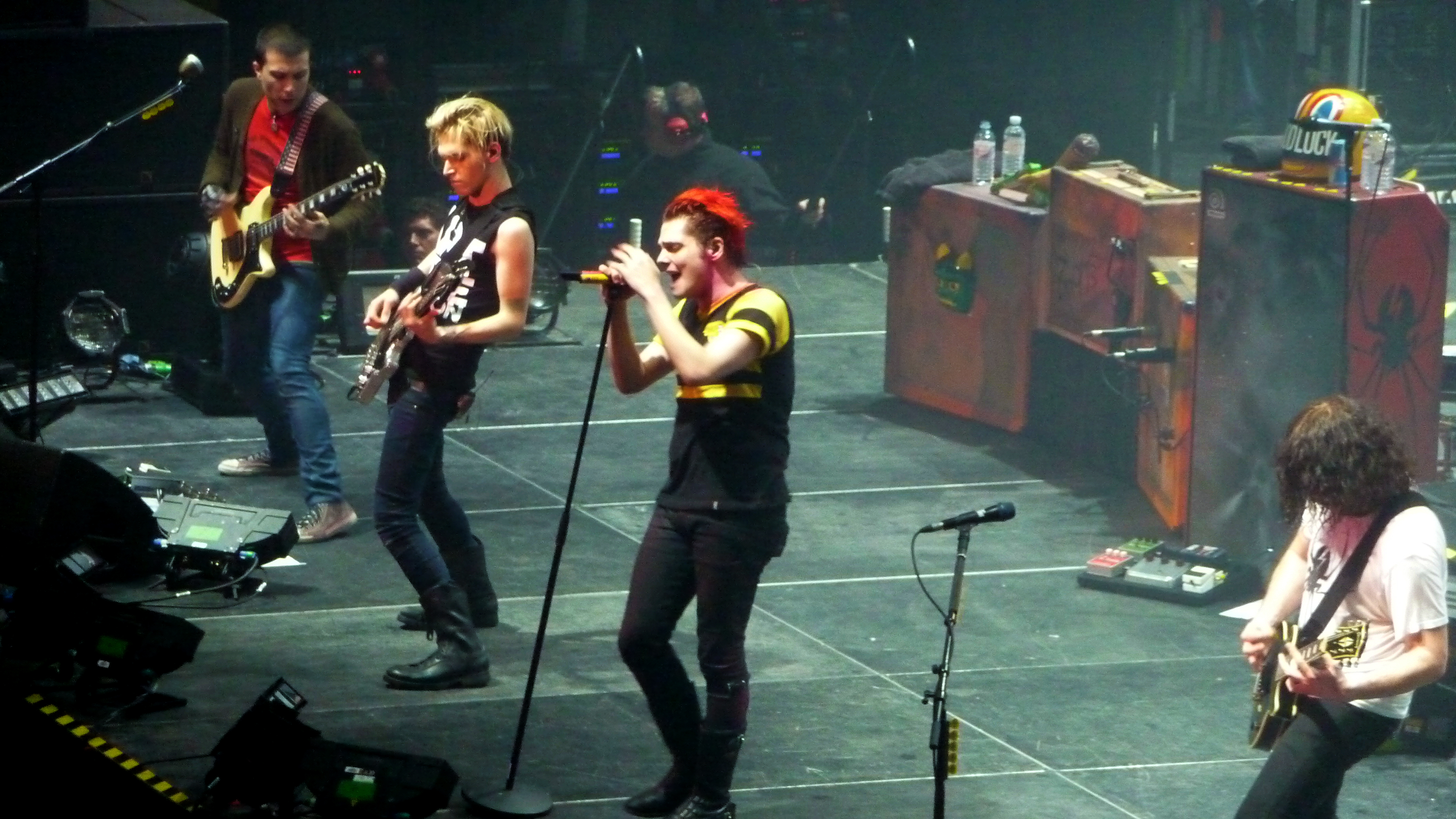
Dauergast bei den Kerrang! Awards: My Chemical Romance

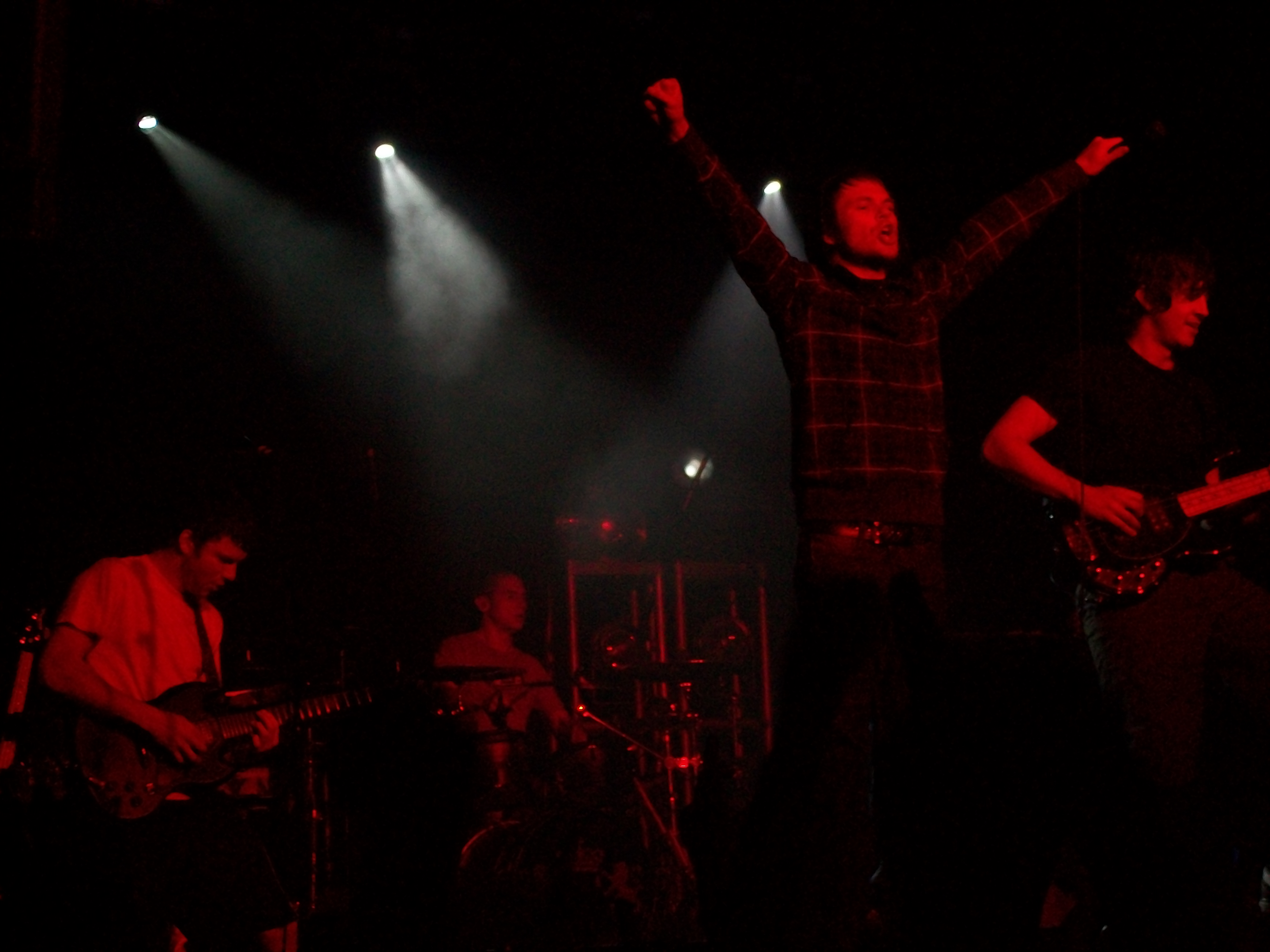
Auch Enter Shikari gewannen in mehreren Kategorien

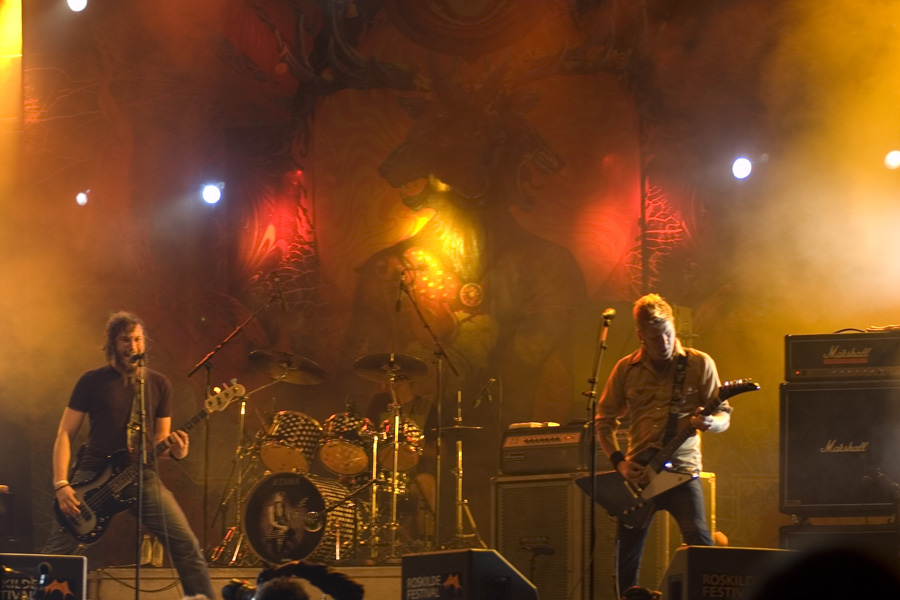
The Hunter von Mastodon wurde als Bestes Album ausgezeichnet

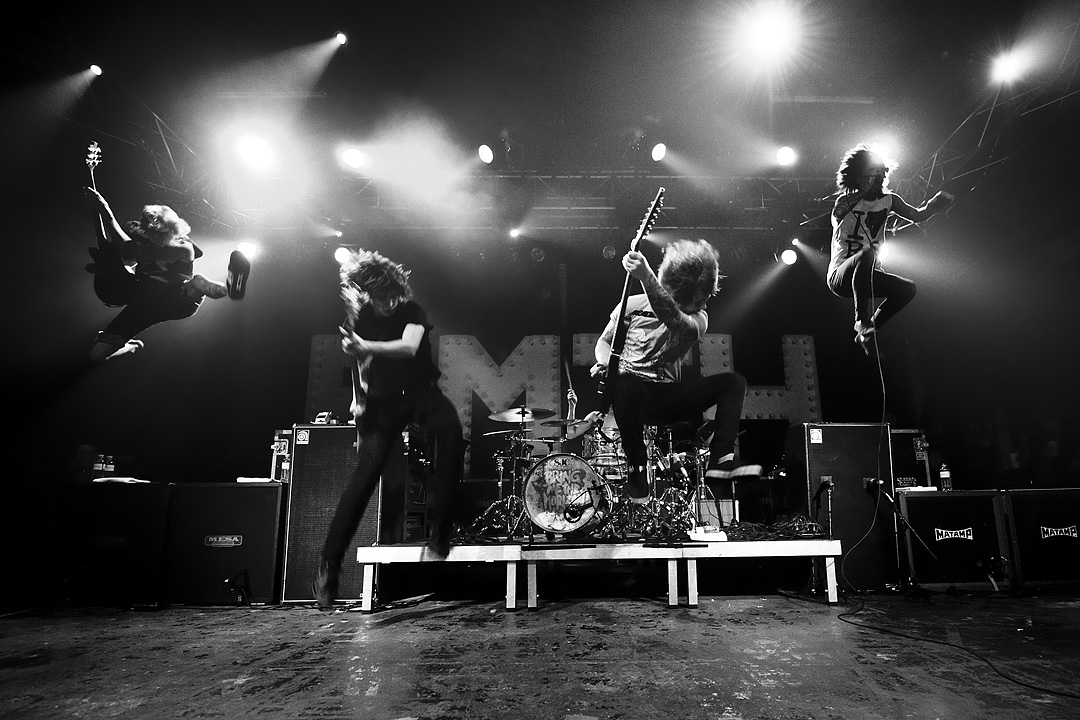
Bring Me the Horizon dürfen sich freuen: Ihr Video Alligator Blood gewann

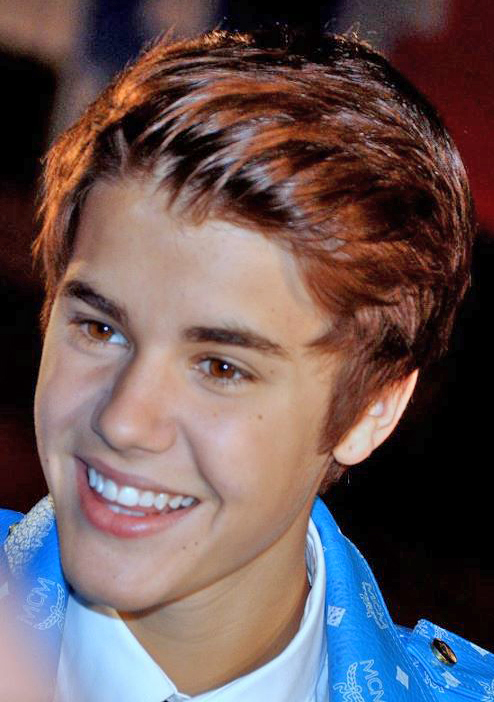
Gewann in der Kategorie Nervensäge des Jahres: Justin Bieber

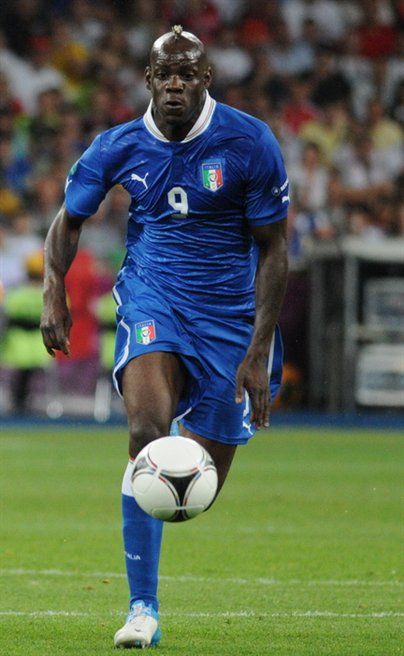
Erstmals wurde auch ein Sportler nominiert: Mario Balotelli

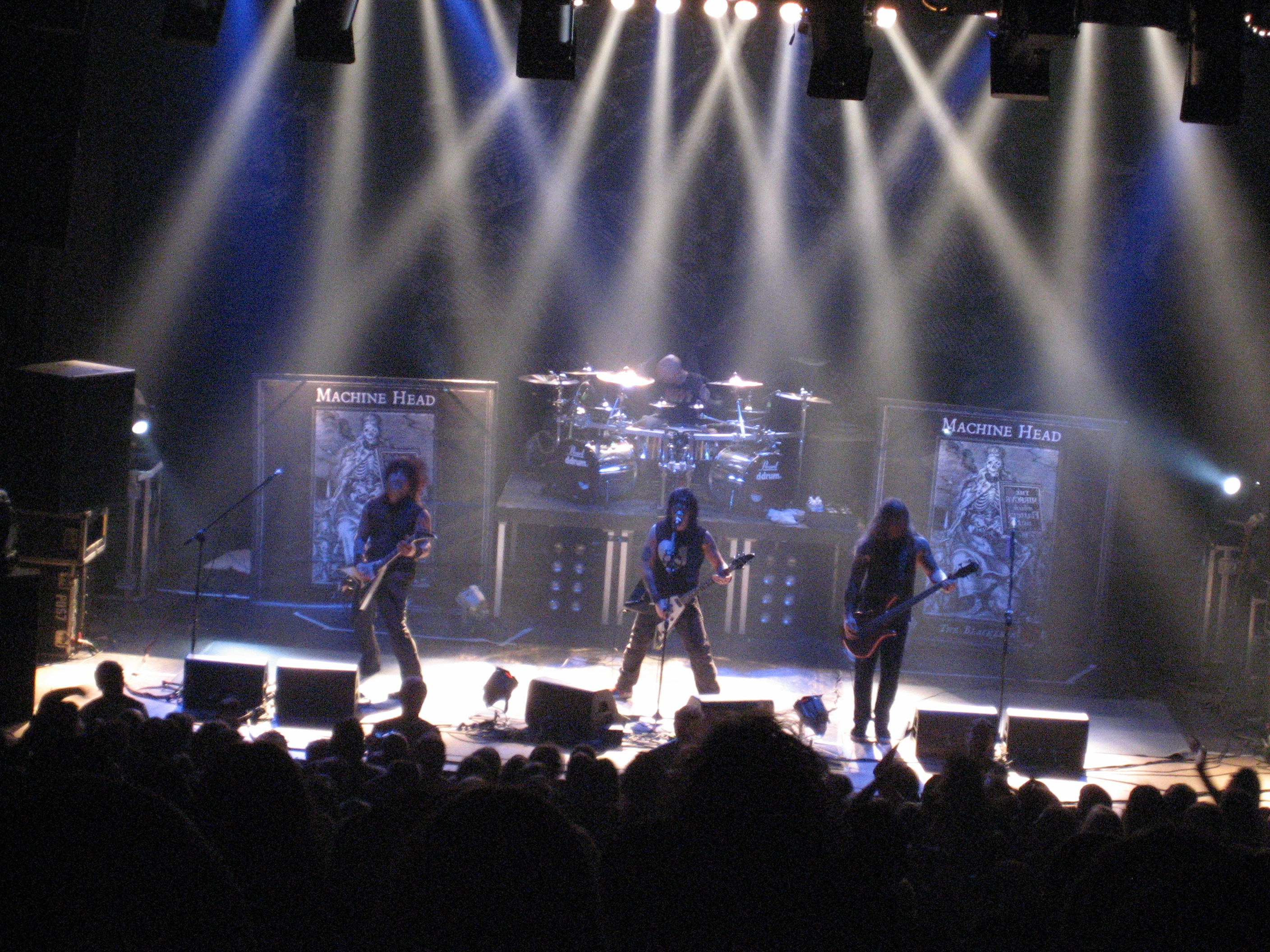
Machine Head wurde in die Hall of Fame aufgenommen

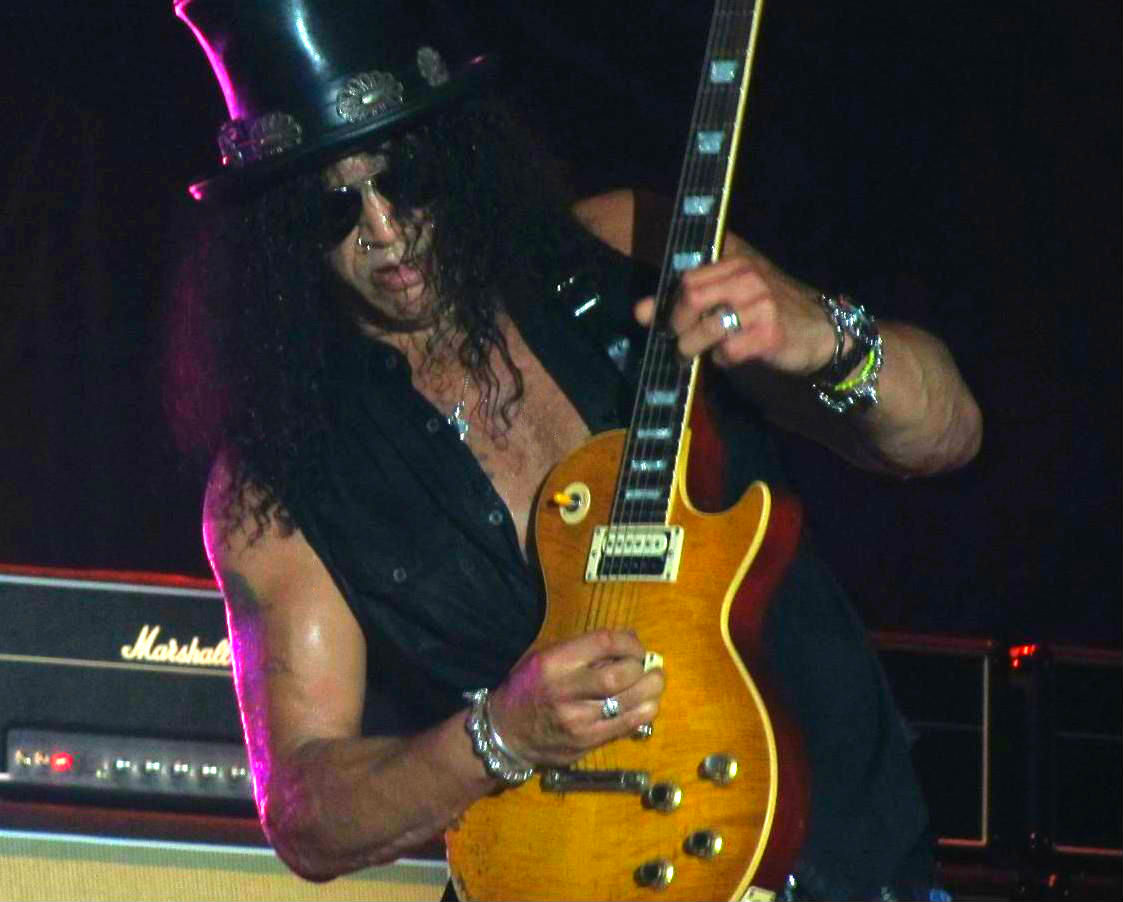
Slash, Kerrang! Icon 2012

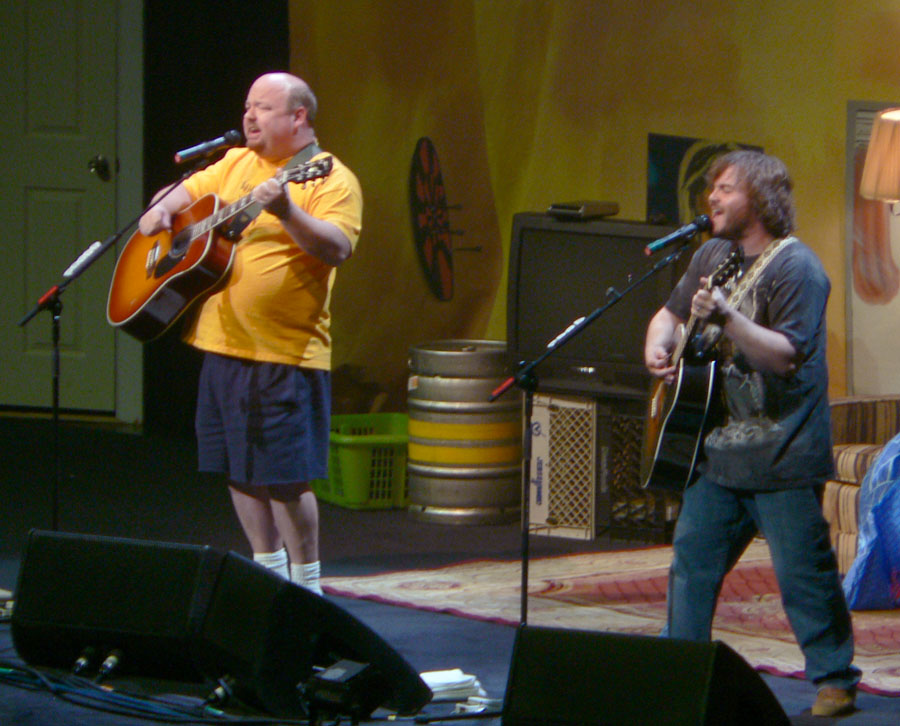
Weltweit gefeiert und Kerrang! Service to Rock 2012: Tenacious D

### Bester britischer Newcomer
- While She Sleeps[4]
- Yashin
- Fearless Vampire Killers
- Don Broco
- Hawk Eyes

### Bester internationaler Newcomer
- Falling in Reverse[4]
- Tonight Alive
- Motionless in White
- Of Mice & Men
- Reckless Love

### Beste britische Band
- You Me at Six[4]
- Bullet for My Valentine
- Asking Alexandria
- Lostprophets
- Iron Maiden

### Beste internationale Band
- My Chemical Romance[4]
- A Day to Remember
- Evanescence
- letlive.
- 30 Seconds to Mars

### Beste Liveband
- Enter Shikari[4]
- Asking Alexandria
- Black Veil Brides
- You Me at Six
- My Chemical Romance

### Bestes Album
- Mastodon – The Hunter[4]
- Enter Shikari – A Flesh Flood of Colour
- Young Guns – Bones
- Black Veil Brides – Set the World on Fire
- You Me at Six – Sinners Never Sleep

### Beste Single
- Black Veil Brides – Rebel Love Song[4]
- You Me at Six feat. Oli Sykes – Bite My Tongue
- You Me at Six – No One Does it Better
- Young Guns – Bones
- Falling in Reverse – The Drug in Me Is You

### Bestes Video
- Bring Me the Horizon – Alligator Blood[4]
- Paramore – Monster
- Mastodon – Curl of the Burl
- Motionless in White – Immaculate Misconception
- Falling in Reverse – The Drug in Me Is You

### Beste Fernsehserie
- Game of Thrones[4]
- The Big Bang Theory
- The Walking Dead
- American Horror Story
- Misfits

### Bestes Videospiel
- The Elder Scrolls V: Skyrim[4]
- FIFA 12
- Mass Effect 3
- Gears of War 3
- Call of Duty: Modern Warfare 3

### Bester Film
- Die Tribute von Panem – The Hunger Games[4]
- Die Frau in Schwarz
- Sex on the Beach
- Die Muppets
- Verblendung

### Bester Comedian
- Russell Howard[4]
- Greg Davies
- Tim Minchin
- Noel Fielding
- Bill Bailey

### Tweeter des Jahres
- Hayley Williams von Paramore[4]
- Danny Worsnop von Asking Alexandria
- Jono Yates von Bitz Kids
- Sean Smith von The Blackout
- Mark Hoppus von Blink-182

### Heißeste Frau
- Tay Jardine von We Are the In Crowd[4]
- Hayley Williams von Paramore
- Amy Lee von Evanescence
- Lizzy Hale von Halestorm
- Jenna McDougall von Tonight Alive

### Heißester Mann
- Ben Bruce von Asking Alexandria[4]
- Andy Biersack von Black Veil Brides
- Ashley Purdy von Black Veil Brides
- Alex Gaskarth von All Time Low
- Matthew Bellamy von Muse

### Nervensäge des Jahres
- Justin Bieber[4]
- One Direction
- Simon Cowell
- Lou Reed

### Held des Jahres
- Rou Reynolds von Enter Shikari[4]
- Ronnie Radke von Falling in Reverse
- M. Shadows von Avenged Sevenfold
- Jared Leto von 30 Seconds to Mars
- Mario Balotelli, Fußballspieler bei Manchester City

### Bestes Festival
- Download-Festival[4]
- Reading and Leeds Festivals
- Slam Dunk Festival
- Hit the Deck Festival
- Hevy Music Festival

### Kerrang! Service to Rock
- Tenacious D[4]

### Devotion Award
- The Blackout[4]

### Kerrang! Service to Metal
- Download-Festival[4]

### Kerrang! Hall of Fame
- Machine Head[4]

### Kerrang! Icon
- Slash[4]

### Kerrang! Inspiration
- Black Sabbath[4]

## Musikalische Auftritte
Bereits zwei Tage vor der Preisverleihung wurden im Rahmen der Kerrang! Awards Konzerte ausgerichtet. Am 5. Juni spielten in der „Garage“ Skindred, Yashin, Feed the Rhino und With One Last Breath. Am selben Tag spielten außerdem im „Barfly“ die beiden Gruppen Arcane Roots und A Plastic Rose. Einen Tag später spielten in der Garage noch Architects, Last Witness und Heights.